# Fornalutx
Fornalutx település Spanyolországban, a Baleár-szigeteken. Fornalutx Sóller és Escorca községekkel határos. Lakosainak száma 715 fő (2024).

## Népesség
A település népessége az elmúlt években az alábbi módon változott:
| Lakosok száma | 624  | 679  | 717  | 758  | 698  | 704  | 687  | 660  | 682  | 715  |
|               | 2001 | 2004 | 2006 | 2009 | 2011 | 2014 | 2016 | 2019 | 2021 | 2024 |